# پرینسیپه (سئوتا)
پرینسیپه (اسپانیایی: Príncipe‎) یک محله کارگری در جنوب شهر سئوتا در ساحل شمالی قارهٔ آفریقا است که تنها با کشور مراکش مرز خاکی دارد و به‌همین جهت، یک بُرون‌بوم اسپانیا به‌شمار می‌رود.
بیشتر ساکنان این شهر مسلمان هستند. این محله از طریق بزرگراه ان-۳۲۵ به مرکز شهر سئوتا متصل می‌شود که تا مرز مراکش هم ادامه می‌یابد.
بیمارستان دانشگاهی شهر سئوتا در این محله قرار دارد.
طبق آمار سال ۲۰۱۵ میلادی، این محله در حدود ۱۲٬۰۰۰ سکنه دارد که بیشترشان مسلمان هستند.
از حوالی دههٔ ۱۹۹۰ میلادی، این محله مرکزی برای معامله و تبادل مواد مخدر شده‌است. مطابق گزارش دولت محلی سئوتا، ۸۰٪ ساکنان این محله فاقد شغل و کار هستند.